# یواس‌اس ورمانت (۱۸۴۸)
یواس‌اس ورمانت (۱۸۴۸) (به انگلیسی: USS Vermont (1848)) یک کشتی بود که طول آن ۱۹۷ فوت ۱٫۵ اینچ (۶۰٫۰۸۴ متر) بود. این کشتی در سال ۱۸۴۸ ساخته شد.